# المعاجم الصينية

صفحة من معجم "ييكيجينغ يينيي"، أقدم معجم صيني معروف لا يزال محفوظًا حتى اليوم للمصطلحات البوذية – من مخطوطات دونهوانغ، حوالي القرن الثامن الميلادي.

تُستخدم في اللغة الصينية نوعان رئيسيان من المعاجم: معاجم الرموز (باللغة الصينية: 字典، النطق الصيني بالأبجدية العربية: زيديان) التي تدرج الرموز الصينية المفردة، ومعاجم الكلمات (باللغة الصينية: 辞典 أو 辭典 النطق الصيني بالأبجدية العربية: سيديان) التي تدرج الكلمات والتعابير المركبة. نظرًا لأن الكتابة الصينية تتضمن عشرات الآلاف من الرموز، فقد طوّر خبراء المعاجم الصينيون طرق متعددة لترتيب هذه الحروف وتنظيمها، بهدف تسهيل الرجوع إليها والبحث فيها.
تم تأليف المعاجم الصينية ونشرها لأكثر من ألفي عام، بدءًا من عهد سلالة هان الحاكمة، وهو أطول تاريخ معجمي مسجل لأي لغة. إلى جانب الأعمال الخاصة بالصينية الفصحى (الماندراين)، تم ابتداءً من القرن الأول الميلادي إنشاء معاجم لفهم وتوثيق التنوع الكبير في اللهجات الصينية، مثل معاجم "فانغيان" (باللغة الصينية: 方言). من بين أكثر المعاجم الصينية تأثيرًا وأهمية هو "معجم كانغ شي" الذي اكتمل في عام 1716 خلال عهد سلالة تشينغ الحاكمة.

## المصطلحية[1]
المصطلح العام الصيني بالأبجدية العربية: تسيشو (بالصينية: 辭書) الذي يعني حرفيًا "كتب المعاجم" يشمل دلاليًا كل من: "المعاجم، الموسوعات، والمعاجم المختصر".  تحتوي اللغة الصينية على كلمتين للمعجم: زيديان (معجم الحروف) للأشكال المكتوبة، أي الرموز الصينية ، وسيديان (معجم الكلمات/العبارات)، للأشكال المنطوقة.

## نشأة المعاجم الصينية التقليدية
المعاجمِ الصينية السابقة كانت كُتُبًا تَمهيدية مُخصَّصة لتعليم الطُلَّاب الرموز الصينية. هذه الكتب لا تزال باقية فقط في أجزاءٍ متفرقة أو مقتبسة داخل نصوصٍ اتباعية صينية. على سبيل المثال، كتاب "شي تشو بيان" أُلِّف على يد مؤرخ واحد على الأقل في بلاط الملك شوان من سلالة تشو (حكم بين 827 قبل الميلاد و782 قبل الميلاد). كان مصدرًا للأشكال البديلة للرموز المعروفة باسم "تشو وين" والتي وردت في معجم "شُو وَن جِيِّ زي" خلال عهد سلالة هان الحاكمة.
يعتمد تنظيم المعاجم أو ترتيبها المعجماتي بوجهٍ عام على نظام الكتابة المُستخدَم في اللغة. ففي اللغات التي تُكتب بأبجدية أو بنظام مقطعي، تُرتَّب المعاجم عادةً ترتيبًا أبجديًا. عرّف الكاتب الإنجليزي صموئيل جونسون "المعجم" بأنه: «كتاب يحتوي على كلمات أيّ لغة، مرتبةً أبجديًا، مع شروحٍ لمعانيها» في معجمه الشهير للغة الإنجليزية. غير أنّ تعريف جونسون هذا لا يمكن تطبيقه على المعاجم الصينية، إذ إنّ اللغة الصينية تُكتب برموز أو علامات لُغوية (رسوم رمزية)، لا بأبجدية. بالنسبة إلى جونسون، فإنّ عدم امتلاك الصينيين لأبجدية لم يكن من محاسنهم, ففي عام 1778، عندما سأله جيمس بوزويل عن الرموز الصينية، أجاب: «يا سيدي، ليس لديهم أبجدية. لم يتمكّنوا من ابتكار ما تمكّنت جميع الأمم الأخرى من ابتكاره». مع ذلك، فقد أنشأ الصينيون معاجمهم، وابتكروا ثلاثة أنظمة خاصة بهم لتنظيم محتوى اللغة الصينية المعجمي, وهي: التصنيف الدلالي (الموضوعي)، والمكوّنات الرسومية، واللفظيات (النطق).

### المعاجم المنظمة دلاليًا
أول نظام لترتيب المعاجم الصينية كان على أساس التصنيف الدلالي. يُعدُّ معجم "إريا"، المؤلَّف في حدود القرن الثالث قبل الميلاد، أقدم معجم صيني باقٍ يرتب المصطلحات وفق التصنيف الدلالي. يضم شروحًا لألفاظ وردت في النصوص الاتباعية. يتضمن "إريا" قوائم ترادف موزعة على 19 فئة دلالية، مثل "تفسير النباتات" و"تفسير الأشجار". أما معجم الإريا الصغير من عهد سلالة هان الحاكمة، فقد اختزل هذه الفئات إلى 13 فئة دلالية. تَبِعه في القرن الثالث الميلادي تقريبًا معجم الإريا الموسع، من عهد سلالة وي الشمالية، محافظًا على الفئات الـ19 الأصلية. في حوالي عام 1080م، أتى معجم الإريا المُزَاد من عهد سلالة سونغ الحاكمة، ليقدّم 8 فصول تعتمد على دلالات الأسماء المرتبطة بالنباتات والحيوانات. إلا أن هذا النظام الدلالي، من وجهة نظر المستخدمين، يُعد غير عمليا عند البحث عن رمز ما، ما لم يكن الباحث على دراية مسبقة بالمعنى أو قادراً على تخمينه.
إلى جانب معاجم الإريا، وُجد معجمان آخران من عهد سلالة هان الحاكمة يُنظَّمان بشكل غير صارم وفق التصنيف الدلالي. أولهما "فانغيان" (الكلام الإقليمي)، الذي أُلِّف في القرن الأول الميلادي، ويُعدّ أقدم معجم معروف للهجات في العالم. أما الثاني، فهو معجم "شي مينغ" (شرح الأسماء)، وقد أُلِّف نحو عام 200م، ويتميّز باستخدامه للشروح التجانُسية الصوتية لتفسير الكلمات.

### معاجم المكوّنات الرسومية (الجذور)
النظام الثاني لتنظيم المعاجم الصينية يقوم على المكوّنات الرسومية المتكررة، أو ما يُعرف بالجذور (بالصينية: 部首). يُعَدّ معجم "شُو وَن جِيِّ زِي" (شرح البسيط وتحليل المركّب)، الذي أُلِّف بين عامي 100 و121م، من أوائل المعاجم التي اعتمدت هذا المنهج، إذ رتّب الرموز الصينية وفق 540 جذرًا رئيسيًا. في عام 543م، أعاد معجم "يُو بِيَان" (فصول اليشم)، من عهد سلالة ليانغ الحاكمة، تنظيم هذه الجذور لتُصبح 542 جذرًا. في عام 1615م، حرّر "مِي يينغ زُوو" معجم "زِيهُوي" (معجم الرموز) خلال عهد سلالة مينغ الحاكمة، فاختزل عدد الجذور إلى 214 جذرا فقط. أمّا معجم "كانغ شي" الشهير، الذي أُنجز عام 1716م في عهد الحاكم كانغشي من سلالة تشينغ الحاكمة، فقد أصبح المرجع المعياري للرموز الصينية، وساهم في ترسيخ نظام الجذور الـ214، الذي لا يزال معتمدًا حتى اليوم. نظرًا لأنّ معظم الرموز الصينية تتكوّن من عناصر دلالية وصوتية معًا، فإنّ نظام الجذر غالبًا ما يكون فعّالًا. غير أنّ الجذر أحيانًا لا يكون واضحًا، ولهذا تُرفَق في المعاجم خانة لجداول الرموز صعبة الإدراج (بالصينية: 難檢字表).

### المعاجم المنظمة لفظيا والتنوع التنظيمي المعجماتي
النظام الثالث لتنظيم المعاجم يقوم على اللفظ، حيث تُرتَّب المفردات وفقًا للمقطع اللفظي والنغمة، ويُعرف هذا النوع من المعاجم بـ"معاجم القوافي". يُعَدّ معجم "تشيه يُوِن" (قوافي التهجي)، الذي أُلِّف عام 601م في عهد سلالة سوي الحاكمة، أقدم معجم قوافٍ باقٍ حتى اليوم، وقد أصبح مرجعًا معياريًا في ضبط نطق الصينية الوسطى.
تكمن المشكلة الواضحة في هذه المعاجم القديمة المرتبة لفظيا في أنّ استخدامها يتطلب معرفة مسبقة بالقافية، مما يجعلها حكرًا على طبقة الأدباء والمتعلمين، ولا تُفيد عامة الناس أو من ليست لديهم دراية بنظام القوافي اللفظية.
تستخدم بعض المعاجم أكثر من نظام واحد في الترتيب المعجماتي. فعلى سبيل المثال، اعتمد معجم لُونغكان شُوجيان من عهد سلالة لياو الحاكمة على نظام المكوّنات الرسومية (الجذور)، لكنها كانت مُرتّبة بحسب النغمات الصوتية، كما جُمعت الرموز تحت كل جذر أيضًا وفق النغمة نفسها.

## تأليف المعاجم الصينية الحديث
معجم كانغ شي كان المرجع القياسي للمعاجم الصينية لأجيال عديدة، وما زال يُنشر حتى اليوم ويتوفر الآن على الشبكة العنكبوتية. تنقسم المعاجم المعاصرة إلى معاجم ثنائية اللغة وأخرى صينية أحادية اللغة.

### المعاجم الصينية-الإنجليزية

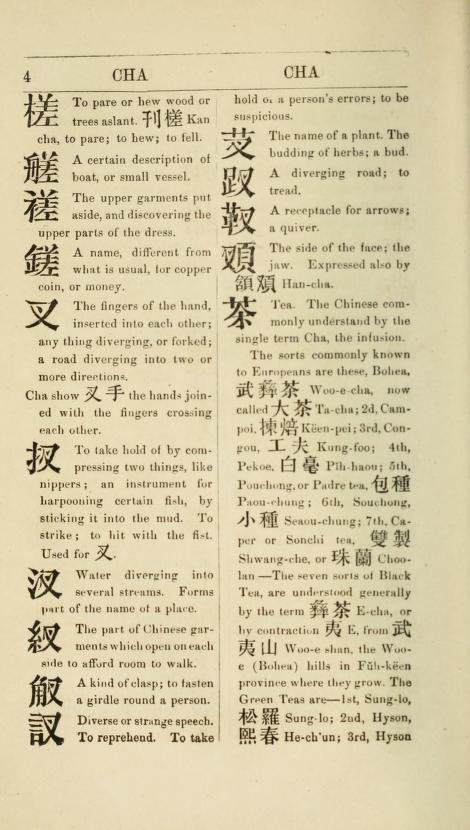
صفحة من إعادة طباعة عام 1865 لمعجم موريسون الصيني، وهو أول معجم رئيسي صيني-إنجليزي. في هذا الجزء، تُرتب الكلمات أبجديًا بناءً على نسخ موريسون للرموز الصينية.

الأجانب الذين دخلوا الصين في أواخر عهد سلالتي مينغ وتشينغ كانوا بحاجة إلى معاجم لأغراض تختلف عن تلك الخاصة بالمتحدثين الأصليين. بهدف تعلم اللغة الصينية، قاموا بتأليف أول كتب القواعد اللغوية الصينية وكتب المعاجم ثنائية اللغة. خصص الغربيون الأبجدية اللاتينية لتمثيل النطق الصيني، ورتّبوا معاجمهم بناءً على ذلك.
حرَّر مترجمان للكتاب المقدس بعض المعاجم الصينية المبكرة. فقد كتب المبشر الإسكتلندي روبرت موريسون معجم اللغة الصينية (1815–1823).  كتب أيضا المبشر البريطاني والتر هنري ميدهيرست معجما للهجة هوكين (مين نان) في عام 1832  ومعجما صينيًا وإنجليزيًا في عام 1842.  شابت معاجمهما بعض الأخطاء في التمثيل اللفظي، مثل الحروف الهائية. في عام 1874، طبق اللغوي والدبلوماسي الأمريكي صموئيل وليامز أسلوب المقارنة بين اللهجات في معجمه "معجم مقطعي للغة الصينية"، الذي حسن التمييز في النطق وقدم النطق الإقليمي المتنوع بالإضافة إلى نطق بكين.
انتقد هربرت جايلز، المسؤول القنصلي البريطاني وعالم اللغويات، ويليامز، واصفًا إياه بأنه "مؤلف معجمي لا للمستقبل بل للماضي"،  واستغرقت كتابة معجم ويليامز الصيني-الإنجليزي منذ عام 1892 حتى عام 1912 أي قرابة عشرين عامًا،  وهو معجم يصفه نورمان بأنه "أول معجم صيني-إنجليزي فعلي".  احتوى على 13,848 رمزا صينيا وعلى العديد من التعبيرات المركبة، مع نطق مبني على لغة الماندرين في العاصمة الصينية بكين حصرا، ولكنه قارنها بتسع مجموعات لغوية صينية جنوبية أخرى مثل الكانتونية والهاكا.  عدّل جايلز نظام الكتابة باللاتينية الصينية الذي وضعه توماس فرانسيس ويد فأنشئ نظام ويد-جايلز ، والذي أصبح معياريًا في الدول الناطقة باللغة الإنجليزية حتى مطلع عام 1979 حينما تم اعتماد نظام البينيين بدلا عنه. استُبدل كذلك معجم جايلز بمعجم المبشر الأسترالي روبرت هنري ماثيوز عام 1931. 
كتب المختص باللغة الصينية السويدي برنهارد كارلجرين كتابه الرائد "غراماتا سيريكا ريسينسا" عام 1957، مضمناً به إعادة بناء للنطق في اللغة الصينية الوسطى واللغة الصينية القديمة. 
شهد تأليف المعاجم الصينية تقدماً خلال سبعينيات القرن العشرين. كتب المترجم لين يوتانغ معجمًا صينيًا-إنجليزيًا متقدمًا من حيث الدلالة، وهو معجم "لين يوتانج للاستخدامات الحديثة" (1972) المتوفر الآن عبر الشبكة العنكبوتية. كما كتب المؤلف ليانغ شي تشيو معجمين شاملين: الصيني-الإنجليزي، الذي يحتوي على أكثر من 8000 رمز و100000 مصطلح، والإنجليزي-الصيني، الذي يضم أكثر من 160000 مصطلحا.
كتب اللغوي وأستاذ اللغة الصينية جون دي فرانسيس معجم أي بي سي الصيني-الإنجليزي (1996)، الذي ضم أكثر من 196,000 مصطلحًا مرتبًا أبجديًا حسب نظام بينيين. يمكن للمستخدم بذلك إيجاد المصطلح بسهولة إذا كانوا يعرفون نطقه، بدلاً من البحث حسب الجذر أو تركيب الحرف. دُعم هذا المشروع لفترة طويلة من قبل مناصر آخر للبينيين، فيكتور إتش ماير. 

### المعاجم الصينية-الصينية
عندما تأسست جمهورية الصين عام 1912، أدرك المعلمون والخبراء الحاجة إلى تحديث معجم كانغ شي لعام 1716. فتمت صياغته بشكل شامل في معجم "تشونغهوا دا زيديّان" (1915) أو "المعجم الشامل للحروف الصينية"، حيث صحح أكثر من 4000 خطأ في معجم كانغ شي وأضاف أكثر من 1000 رمز جديد. كان عمل لو إركوي في معجم "تسي يوان" (1915) أو "مصادر الكلمات" جهدًا رائدًا في علم المعاجم الصينية، ويُعتبر أول معجم كلمات حقيقي في اللغة الصينية. 
يعد معجم لو شينتشينغ (1936) "تسهاي" أو "بحر الكلمات" معجمًا شاملاً للرموز والتعابير، فقدم قدم تغطية قريبة من الموسوعية في مجالات مثل العلوم والفلسفة والتاريخ. لا يزال معجم "تسِهاي" معجمًا شائعًا وقد تم مراجعته وتحديثه بشكل متكرر.
يعد معجم "قويو تسِديان" (1937) أو "معجم اللغة الوطنية" معجمًا مؤلفًا من أربعة مجلدات، صُمم لتوحيد النطق الحديث. كانت المصطلحات الرئيسية فيه عبارة عن رموز مرتبة صوتيًا وفق نظامي "اتْشُيِّن فُخاو" و"كؤيولؤمتسي".
يعد معجم "شينخوا تسِديان" (1953) لـ"وي جيانجونغ" معجمًا مرجعيًا صغير الحجم يُرتّب أبجديًا وفق نظام البينيين. يُعدّ هذا المعجم أكثر المراجع شعبية في العالم. وقد نُشر الطبعة الحادية عشرة منه عام 2011.
يعد معجم "شيانداي هانيو تسِديان" (1973) لـ"لو شوشيانغ" معجمًا متوسط الحجم. يُرتب المعجم حسب الحروف الأبجدية لنظام البينيين، ويشمل تراكيب وعبارات، ويحتوي على 56,000 مصطلح، توسّع إلى 70,000 مصطلحا في طبعة عام 2016. اتبع كل منهما نظامًا مبسطًا يضم 189 جذرًا.
من الإنجازات البارزة في المعاجم الصينية المعاصرة معجم "هانيو دا تسِديان" (1986 – 1993) الذي يحتوي على أكثر من 370,000 مصطلح تحت 23,000 رمزا مختلفا ومعجم "هانيو دا زِديان" (1986 – 1989) الذي يحتوي على 54,678 رمزا. كلا المعجمين يعتمدان نظامًا مكوّنًا من 200 جذرًا.
في السنوات الأخيرة، أتاحت حوسبة اللغة الصينية للمعجميين إنشاء معاجم إلكترونية تُستخدم على الحواسيب والهواتف وغيرها. تتاح الان أنظمة خاصة مثل برنامج وينلين لتعليم الصينية، ومعاجم مجانية متاحة على الشبكة العنكبوتية. بعد أن أطلق بول دينيسوفسكي مشروع المعجم التطوعي م.ع.ج.ص.ن (المعجم الصيني-الإنجليزي) عام 1997، أصبح مرجعًا قياسيًا. يشكل م.ع.ج.ص.ن قاعدة للعديد من المعاجم الإلكترونية الصينية على الشبكة العنكبوتية، وهو مدرج ضمن قاعدة بيانات يونيهان.

## بنية المعاجم العربية - الصينية
تتميز المعاجم العربية–الصينية ببنية خاصة تجمع بين خصائص المعاجم العربية والطرق التقليدية في المعاجم الصينية، بهدف تسهيل الترجمة والفهم بين اللغتين. عادةً ما تُرتّب الكلمات العربية أبجديًا حسب حروفها، بينما تُرتّب الكلمات الصينية اعتمادًا على نظام النطق الصيني الممثل بالبينيين أو الرموز الصوتية الصينية، مما يسهل البحث في كلا اللغتين. كما تشتمل هذه المعاجم على جمل وأمثلة تطبيقية تساعد القارئ على فهم السياق واستخدام الكلمات في الحياة اليومية، إلى جانب احتوائها على جداول للأوزان الصرفية العربية وأدوات نحوية مختصرة تساعد في فهم تركيب الكلمات، مع تضمين الجذور العربية ومرادفاتها بالصينية. وفي بعض الأحيان توفر المعاجم ترجمة متعددة الاتجاهات من العربية إلى الصينية ومن الصينية إلى العربية في آنٍ واحد، مما يجعلها شاملة وميسرة للمستخدمين من كلا اللغتين. 

## معاجم الألفاظ
تطبع دور النشر الصينية أنواعًا متنوعة من معاجم الألفاظ. تسرد إحدى مراجع المعاجم الصينية أكثر من 130 فئة موضوعية، على سبيل المثال "الاختصارات، المحاسبة" و"الطب البيطري، علم الحيوان". تقتصر الأمثلة التالية على معاجم لفظية في بعض المجالات التمثيلية فقط.